# Kanton Veyre-Monton
Veyre-Monton is een voormalig kanton van het Franse departement Puy-de-Dôme. Het kanton maakte deel uit van het arrondissement Clermont-Ferrand. Het werd opgeheven bij decreet van 21 februari 2014, met uitwerking op 22 maart 2015.

## Gemeenten
Het kanton Veyre-Monton omvatte de volgende gemeenten:
- Authezat
- Le Cendre
- Corent
- Le Crest
- Les Martres-de-Veyre
- Orcet
- Plauzat
- La Roche-Blanche
- La Sauvetat
- Tallende
- Veyre-Monton (hoofdplaats)